# Ярин, Вениамин Александрович
Вениамин Александрович Ярин (1940, Красноуфимск, Свердловская область — 2011, Москва) — политический деятель СССР.

## Биография
Родился 7 ноября 1940 года.
С 1958 г. на Нижнетагильском металлургическом комбинате им. В. И. Ленина: сортировщик-кантовщик; старший сортировщик крупносортного цеха.
- В 1959—1962 гг. служил в Советской Армии.
- С 1962 г. вновь на металлургическом комбинате: рабочий склада готовой продукции; старший рабочий по уборке горячего металла сортопрокатного цеха;
- с 1966 г. оператор поста управления,
- с 1974 г. старший оператор поста управления стана «650» крупносортного цеха.

Член КПСС с 1969 г.
Участвовал в разгоне экологического митинга в Нижнем Тагиле, за что был замечен властью. Был депутатом ХIХ партконференции. Выступая на конференции, критиковал прокуратуру за уголовные дела против виновников нарушения экологических норм. Позднее поддерживал не реализованную идею голосования рабочих не по месту проживания, а по производственным округам.
В марте 1989 года был избран народным депутатом СССР, являлся членом Верховного Совета СССР, входил в Комитет Верховного Совета по делам женщин, охраны семьи, материнства и детства, в Депутатскую группу коммунистов, в группу «Конструктивное взаимодействие», был сопредседателем комиссии Съезда народных депутатов СССР для проверки материалов, связанных с деятельностью следственной группы  Прокуратуры СССР, возглавляемой Т. Х. Гдляном (совместно с Р. А. Медведевым и Н. А. Струковым). Вступил в Межрегиональную депутатскую группу, но впоследствии, формально не выходя из группы, занял критическую к ней позицию. Присутствовал на инициативном съезде РКП (1989).
Был одним из основателей ОФТ СССР (организации, созданной при поддержке КПСС для противодействия оппозиционному движению от имени «рабочего класса»), входил в руководство ОФТ и был его сопредседателем. После избрания членом Президентского совета СССР исключен из ОФТ, поскольку последний занял критическую позицию по отношению к реформам Горбачёва.
Награждён орденом «Знак Почета».
Сын — политик Андрей Вениаминович Ярин.
Умер в 2011 году. Похоронен на Троекуровском кладбище.